# Jacqueline Hill
Jacqueline Hill (* 17. Dezember 1929 in Birmingham, Vereinigtes Königreich; † 18. Februar 1993 in London, Vereinigtes Königreich) war eine britische Schauspielerin.

## Leben und Karriere
Jacqueline Hill arbeitete zunächst als Model. Danach war sie in einer Schokoladenfabrik tätig. Ihre Schauspielausbildung absolvierte sie an der
Royal Academy of Dramatic Art (RADA). Von 1955 bis 1959 war sie in mehreren Theaterstücken zu sehen, die als Teil des BBC Sunday–Night Theatre im Fernsehen übertragen wurden. So hatte sie neben Sean Connery einen Auftritt in dem Theaterstück Requiem for a Heavyweight. Ihr späterer Ehemann Alvin Rakoff führte die Regie.
1963 bekam Hill die Rolle der Lehrerin Barbara Wright in Doctor Who. Sie, William Russell und Carole Ann Ford spielten die ersten Begleiter des Doktors. Nach 2 Jahren entschieden sich Russell und Hill, gemeinsam aus der Serie auszusteigen und sich anderen Projekten zu widmen. Zunächst traten die beiden zusammen in dem Theaterstück Separate Tables auf. Wenig später entschied sich Hill, das Schauspielen aufzugeben und eine Familie zu gründen. 1979 trat sie jedoch erneut in Programmen wie Romeo And Juliet oder Tales Of The Unexpected auf. Außerdem war sie 1980 noch einmal in Doctor Who zu sehen. Dort spielte sie eine neue Figur namens Lexa. Am 18. Februar 1993 starb  Hill an Brustkrebs. Sie hinterließ ihren Ehemann Alvin Rakoff und zwei gemeinsame Kinder, eine Tochter und einen Sohn. Im Jahr 2013 wurde mit Ein Abenteuer in Raum und Zeit ein Film über die Anfangsjahre von Doctor Who gedreht. Hill wurde von Jemma Powell dargestellt.

## Filmografie (Auswahl)
- 1953: The Blue Parrot
- 1953: The Rose and the Ring (Miniserie, 3 Folgen)
- 1957: Joyous Errand (Fernsehserie, 6 Folgen)
- 1961: The Men from Room 13 (Fernsehserie, 3 Folgen)
- 1962: The Six Proud Walkers (Fernsehserie, 6 Folgen)
- 1963–1980: Doctor Who (Fernsehserie, 80 Folgen)
- 1964: Die Karriere des Chick B.